# Detlef Zinke
Detlef Zinke (* 19. November 1947 in Frankfurt am Main; † 24. Oktober 2022 in Freiburg im Breisgau) war ein deutscher Kunsthistoriker.

## Leben
Detlef Zinke studierte nach dem Abitur Kunstgeschichte und Klassische Archäologie an den Universitäten Frankfurt und Wien. 1977 wurde er in Frankfurt mit einer Arbeit über Joachim Patinirs Weltlandschaft promoviert. Nach seiner Dissertation erarbeitete er am Liebieghaus in Frankfurt den ersten Band des Corpuswerks Nachantike großplastische Bildwerke. 1979 bis 1981 war er Volontär am Württembergischen Kunstverein in Stuttgart. 1981 wurde er wissenschaftlicher Angestellter am Augustinermuseum in Freiburg im Breisgau und bald auch stellvertretender Direktor. Seine Arbeitsschwerpunkte waren Malerei und Skulptur bis 1800. Von 2002 bis 2008 war er kommissarischer Leiter des Hauses. Er konzipierte und veranstaltete zahlreiche große Ausstellungen sowie die Neugestaltung des Augustinermuseums bis zur Eröffnung im März 2010. Im Dezember 2012 ging er in den Ruhestand. Zinke verstarb kurz vor seinem 75. Geburtstag.

## Veröffentlichungen (Auswahl)
- Patinirs „Weltlandschaft“. Lang, Frankfurt am Main u. a. 1977.
- Raffael in Freiburg. Nach-Bilder eines Vorbildes; Augustinermuseum Freiburg, Ausstellung vom 29. Dezember 1983 - 12. Februar 1984. Freiburg 1983.
- Nachantike großplastische Bildwerke. Band 1: Italien, Frankreich, Spanien, Deutschland 800 - 1380. Wissenschaftliche Kataloge / Liebieghaus – Museum Alter Plastik Frankfurt am Main. Verlag Gutenberg, Melsungen 1981, ISBN 3-87280-008-6.
- Kunstschätze aus dem Rijksmuseum "Het Catharijneconvent", Utrecht: Ausstellung im Rahmen der „Begegnung mit den Niederlanden“, 16. Juli bis 13. September 1987. Augustinermuseum, Freiburg i. Br. 1987.
- A hitherto unknown version of 'St Michael' by the Cavaliere d'Arpino. In: Burlington Magazine. 132, 1990.
- Augustinermuseum Freiburg im Breisgau: Gemälde bis 1800. Rombach, Freiburg 1990, ISBN 3-7930-0582-8.
- Joseph Hermann: 1732–1811; ein Freiburger Maler und die Wiederentdeckung der Altdeutschen. Augustinermuseum Freiburg, 30. Juli bis 1. Oktober 1994.
- Bildwerke des Mittelalters und der Renaissance 1100–1530. Auswahlkatalog. Augustinermuseum Freiburg. Hirmer, München 1995, ISBN 3-7774-6560-7.
- Verborgene Pracht. Mittelalterliche Buchkunst aus acht Jahrhunderten in Freiburger Sammlungen. Katalog der Ausstellung des Augustinermuseums Freiburg in der Universitätsbibliothek Freiburg, 8. Juni – 28. Juli 2002. Lindenberg 2002, ISBN 3-89870-059-3.
- Meisterwerke vom Mittelalter bis zum Barock im Augustinermuseum. Deutscher Kunstverlag, Berlin 2010, ISBN 978-3-422-06948-0 (Englische Ausgabe, ISBN 978-3-422-06949-7; Italienische Ausgabe, ISBN 978-3-422-06951-0; Französische Ausgabe, ISBN 978-3-422-06950-3).